# Chicha de jora

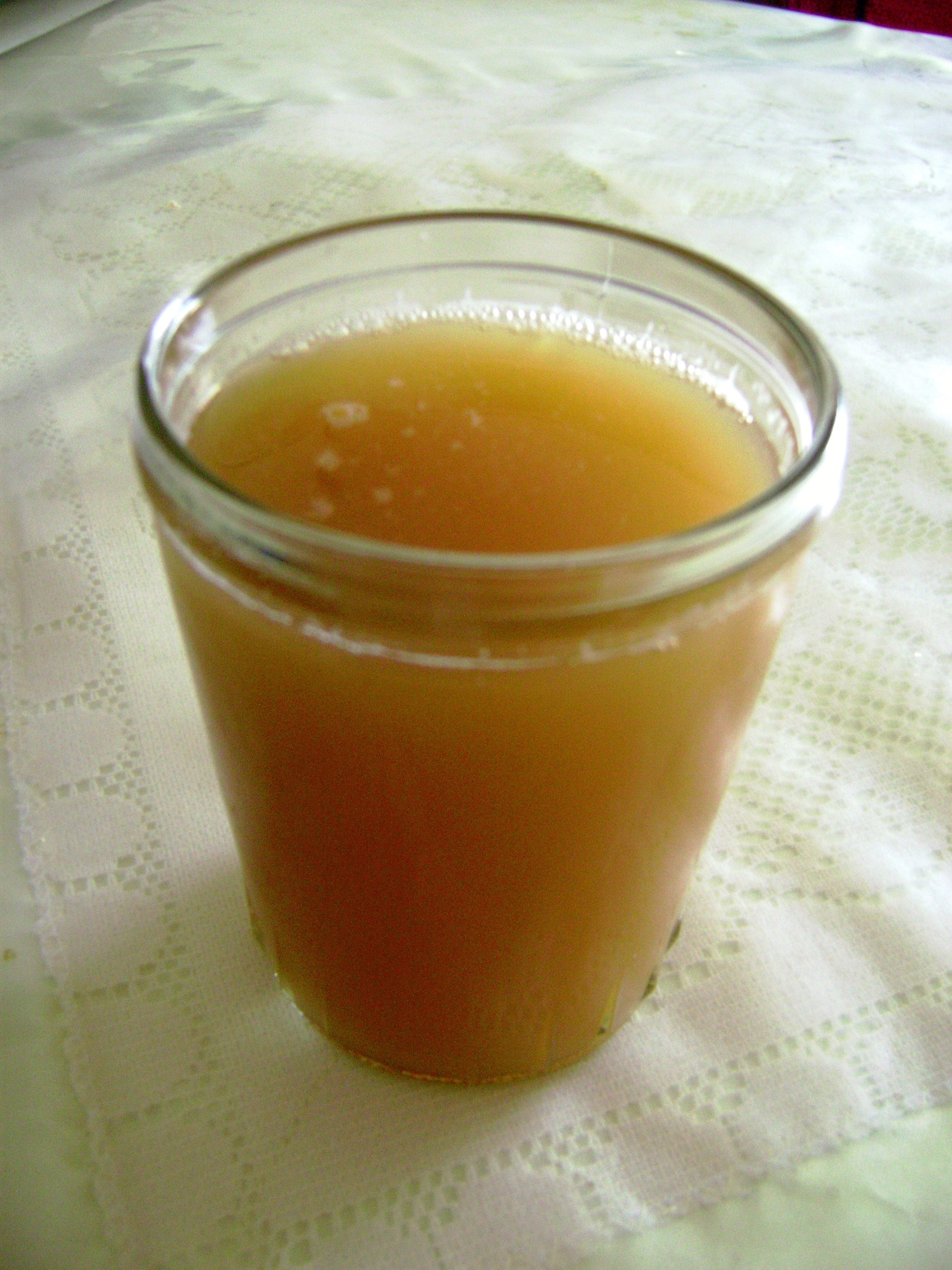
Un bicchiere di chicha de jora (Huancayo, Perù).

La chicha de jora (in lingua quechua aqha) è una bevanda fermentata originaria del Sudamerica, particolarmente diffusa in Perù, Bolivia ed Ecuador. Presenta diverse varietà secondo la regione, ma la sua preparazione si compone principalmente della "jora", cioè mais maltato. Si prepara fin dall'epoca preincaica, essendo una bevanda sacra utilizzata in atti cerimoniali e feste di tutte le culture preispaniche della zona centrale andina.
Sebbene tecnicamente sia una birra artigianale di mais, dato che per la sua preparazione si richiede di maltare il grano, per essere successivamente fermentato, il grado alcolico della stessa varia a seconda della regione e del "chichero", nome popolare che si dà alle persone che la fabbricano.

## Storia e usi

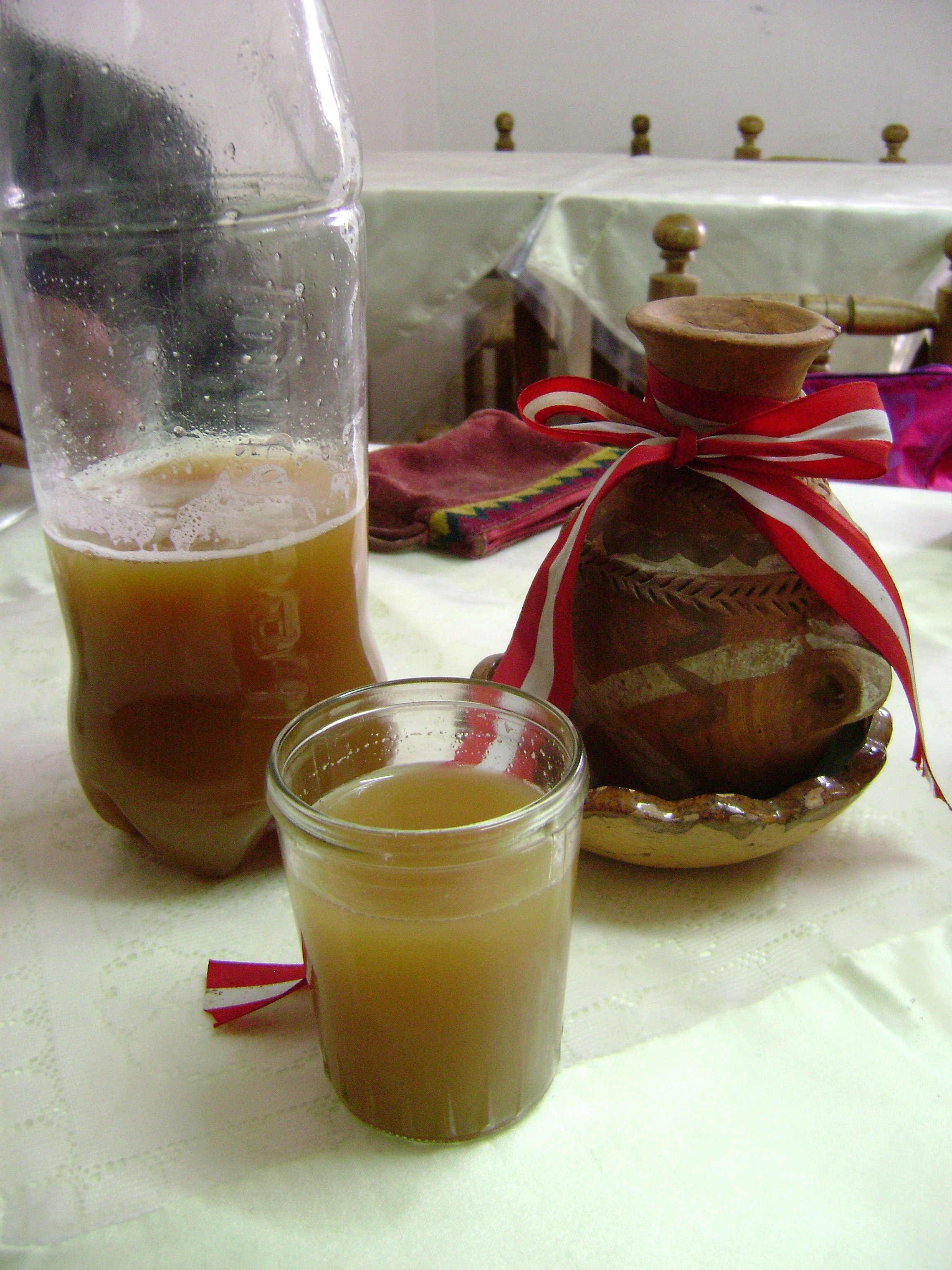
Chicha de jora.

All'epoca dell'Impero inca, secondo quanto racconta la tradizione, durante il mandato di Túpac Yupanqui le piogge deteriorarono i silos dove si immagazzinava il mais, per cui i grani fermentarono e produssero il malto di mais. Perché il mais non andasse a male, fu ordinata la distribuzione di questo malto per sfruttarlo sotto forma di mote (mais cotto in acqua), ma alla fine finirono per buttarlo via. Ma un abitante che rovistava tra la spazzatura a causa della fame, consumò il malto finendo per ubriacarsi.
Fu la bevanda preferita dalla nobiltà inca oltre a essere utilizzata in rituali cerimoniali. Durante l'Inti Raymi il sovrano inca (Quapaq Inca) brindava con chicha de jora in onore del Sole. Era costume anche lasciare un recipiente con questa bevanda nella tomba di un familiare defunto od offrirla come pagamento alla Pachamama o Tinka per ottenere un buon raccolto.
Attualmente la chicha de jora si consuma principalmente in zone rurali del nord e nella sierra del Perù, comprese città come Lambayeque o Piura, anche se mantengono la sua tradizionale fabbricazione a base di mais gigante bianco che cresce solo nella sierra della regione. La presentazione della bevanda ai commensali si fa tradizionalmente in recipienti ornamentali fabbricati con zucche secche dipinte e intagliate denominate rispettivamente "potos" o "cojuditos" secondo la loro dimensione.